# Rémy Martin
Rémy Martin (pronunție în franceză [ʁemi maʁtɛ̃]) este o firmă franceză care produce în primul rând și vinde coniac. Fondată în 1724 și cu sediul în orașul Cognac, este unul dintre cei mai mari producători de coniac și face parte, de asemenea, din Comité Colbert, o asociație de afaceri de lux care promovează know-how-ul francez la nivel mondial. Brandul este specializat în Cognac Fine Champagne.

## Legături externe
- Rémy Martin official website